# Balzac e la piccola sarta cinese
(Honoré de Balzac, La cugina Bette)
Balzac e la piccola sarta cinese è il primo romanzo scritto da Dai Sijie, pubblicato nel 2000 in Francia e nel 2001 nel Regno Unito. Il libro è stato tradotto in 26 lingue, compreso il cinese.

## Trama
La storia si svolge nella montagna di Phenix, nella provincia di Sichuan durante la Rivoluzione culturale cinese. I protagonisti sono due ragazzi di diciassette anni circa, con il Narratore che è più piccolo di un anno rispetto a Luo, si conoscono dall'infanzia e si rispettano molto, tanto da non aver mai litigato.
Il narratore è un ragazzo di diciassette anni piuttosto riservato. Suo padre è pneumologo e sua madre specialista in malattie parassitarie, entrambi considerati "nemici del popolo". Suona il violino, che per lui ricopre un ruolo di enorme importanza, perché gli permette di evadere dalle preoccupazioni.
Il suo migliore amico si chiama Luo. Molto meno timido, proviene anche lui dall'ambiente medico: suo padre è dentista ed è conosciuto per aver osato criticare Mao Tse Tung dopo avergli curato i denti: per questo viene considerato "nemico del popolo" insieme a tutta la sua famiglia.
Come tutti i giovani istruiti dell'epoca, i due ragazzi vengono mandati in rieducazione tra le montagne, per sperimentare la vita rude dei contadini. La vita nella montagna è molto difficile per loro: si trovano a svolgere incarichi faticosi, come lavorare nelle miniere o nelle risaie sotto il sole cocente. Vivono in una piccola stanza sopra un porcile. Durante il periodo di rieducazione, conoscono un ragazzo in rieducazione come loro, Quattrocchi (chiamato così per via degli spessi occhiali che doveva portare), con il quale si instaura un rapporto sempre più forte, anche se fatto per convenienza dato il grande numero di libri proibiti che il ragazzo aveva nascosto in una valigia e portato con sé nel villaggio.
Dopo aver premuto sul ragazzo, Luo e il narratore riescono a farsi prestare un libro: Ursule Mirouët. Luo, che è il primo a leggere il libro, lo dà al protagonista e si reca dalla piccola sarta cinese per raccontarglielo.
Luo fa un giuramento: "Con questi libri trasformerò la piccola sarta: lei non sarà più una semplice montanara." Poco a poco la lettura delle opere di Balzac trasforma la ragazza, che diventa espansiva e desiderosa di scoprire il mondo: i libri l'hanno totalmente cambiata, non è più un'innocente contadina; dichiara: "Balzac mi ha fatto capire una cosa: che la bellezza di una donna è un tesoro inestimabile".

### Personaggi secondari
- Il sarto - nonostante abiti in un villaggio, ha insegnato a leggere alla figlia;
- il capo - capo del villaggio, soffre di mal di denti e viene curato da Luo in cambio della libertà del narratore;
- Quattrocchi - miope rieducato proprietario dei libri proibiti sottratti dal narratore;
- il mugnaio - grande conoscitore di canzoni locali, anche licenziose.

## Edizioni
- Dai Sijie, Balzac et la Petite Tailleuse chinoise, Editions Gallimard, 2000,  p. 184.
- Dai Sijie, Balzac e la piccola sarta cinese, Adelphi, 2001,  p. 176.

## Riconoscimenti
2015 - Premio letterario Giuseppe Acerbi